# Karel Širok
Karel Širok, slovenski mladinski pesnik, pisatelj, član organizacije TIGR in kulturni delavec, * 26. oktober 1889, Šmartno, Brda, † 5. januar 1942, Draga, Begunje na Gorenjskem.

## Življenje in delo
Karel Širok je  leta 1909 v Kopru končal učiteljišče. Nato je poučeval v raznih predelih Trsta in se v prostem času posvečal gledališču (režiser, vodja dramskega krožka) in glasbi. Leta 1925 so ga fašistične oblasti odpustile, zato se je 1926 izselil v Kraljevino Srbov, Hrvatov in Slovencev. Nekaj čssa je učil v Črnomlju. Nato je stopil v diplomatsko službo. Bil je uradnik na konzulatu v Trstu (1926-1929) in Celovcu (1929-1938). V obeh krajih ga je nadzorovala policija. Med bivanjem v Celovcu je imel stalne stike z Beogradom, predvsem pa s Tonetom Batageljem in Ivanom Rudolfom. Njegovo delovanje pred začetkom 2. svetovne vojne in stike z Albertom Ivančičem, Ferdom Kravanjo in A. Knezom je podrobno opisal Tone Ferenc v knjigi Akcije organizacije TIGR v Avstriji in Italiji spomladi 1940. (COBISS) Gestapo ga je 11. junija 1940 zaradi sodelovanja s člani organizacije TIGR, ki so pripravljali sabotažne akcije, aretiral, potem ko je navezal stike z dvema nemškima zaupnikoma. Po treh mesecih so ga izgnali v Jugoslavijo. Tu je bil učitelj v Ljubljani. Ob napadu na Jugoslavijo se je umaknil v Sarajevo in se kasneje vrnil v Ljubljano, kjer so ga italijanske oblasti 2. junija 1941 na poziv gestapa ponovno aretirale in ga odpeljale v Trst. V Italiji je bil zaprt do 1. julija 1941, potem pa izročen gestapu v Celovcu, kjer je bil obsojen na smrt. V Begunje na Gorenjskem naj bi ga prepeljali mesec dni pred usmrtitvijo. Ustreljen je bil 5. januarja 1942 kot talec v Dragi pri Begunjah. 
Prve pesmi je objavil 1909 v Zvončku, leta 1920 pa je Trstu izšla njegova prva pesniška zbirka Jutro. V zbirki Polžja hišica (1926) so zbrane igrive in izrazito ritmične pesmi o polžih. Religiozna motivika je značilna za pesniško zbirko Kapelica (1935), ki v sklepnih pesmih tematizira narodovo stisko. Izdal je še zbirko sedmih črtic Slepi slavčki (1922) in pravljico Trije bratje in trije razbojniki (1951). Marca 1978 so po njem v ulici Donadoni v Trstu poimenovali slovensko osnovno šolo.